# Nó 5,2
Em teoria dos nós o nó 52 é um nó torcido com três meia-volta. É listado como nó 52 na notação Alexander-Briggs, e é um dos dois nós com 5 cruzamentos, o outro é o nó 51.
É um nó primo, inversível mas não ambiquiral.
Seu polinômio de Alexander é:
{\displaystyle \Delta (t)=2t-3+2t^{-1},\,}
Seu polinômio de Conway é:
{\displaystyle \nabla (z)=2z^{2}+1,\,}
e seu polinômio de Jones é:
{\displaystyle V(q)=q^{-1}-q^{-2}+2q^{-3}-q^{-4}+q^{-5}-q^{-6}.\,}
Devido ao fato de o polinômio de Alexander não ser um polinômico mônico, o nó 52 não é fibrado.
O nó 52 é um nó hiperbólico, com seu complemento tendo um volume de aproximadamente 2.82812.